# Radu Gavrilaș
Radu Gavrilaș (n. 5 aprilie 1952) este un fost atlet român, specializat în proba de decatlon.

## Carieră
Sportivul a fost descoperit de antrenorul Ion Butnaru. A fost legitimat la C.S.M. Iași. În anul 1971 a câștigat titlul național în proba de decatlon cu 6651 de puncte. În luna mai a anului 1972 a stabilit un nou record național de juniori cu 7178 de puncte. S-a calificat astfel la Jocurile Olimpice din același an. La München a îmbunătățit recordul la 7417 de puncte, clasânde-se pe locul 16 din 34 de participanți.